# Alejandro Risso
Claudio Alejandro Risso (Luján (Buenos Aires), Argentina) es un futbolista argentino que juega de atacante.

## Clubes
| Club                  | País      | Año             |
| --------------------- | --------- | --------------- |
| Flandria              | Argentina | 2006 - 2008     |
| Unión San Felipe      | Chile     | 2008            |
| Luján                 | Argentina | 2009            |
| Unión La Calera       | Chile     | 2010 - 2011     |
| Deportes Puerto Montt | Chile     | 2012            |
| Luján                 | Argentina | 2013            |
| Ferrocarril Midland   | Argentina | 2014            |
| Fénix                 | Argentina | 2015 - Presente |

- Datos: Q585167